# Cereus pachyrrhizus
Cereus pachyrrhizus es una especie de planta suculenta perteneciente al género Cereus, dentro de la familia Cactaceae. Es endémica de Paraguay. 

## Descripción
Cereus pachyrrhizus es una especie de cactus que crece en forma de arbusto a árbol y se carcateriza por poseer grandes raíces tuberosas y engrosadas. Rara vez se ramifica y puede alcanzar alturas de 3 a 5 m. 
Los tallos son cilíndricos, de color verde amarillento a marrón amarillento, ligeramente glaucos y con la punta redondeada. Tienen un diámetro de hasta 10 cm y presentan 6 costillas fuertemente comprimidas lateralmente, las cuales miden hasta 5 cm de altura. Sobre ellas se asientan areolas circulares que están muy separadas unas de otras. Tienen de 10 a 13 espinas apicales puntiagudas de color marrón a marrón negruzco y miden hasta 3 cm de largo.
Los frutos son elipsoides y miden hasta 5 cm de largo.

## Distribución y hábitat
El área de distribución nativa de esta especie es Paraguay y crece principalmente en biomas desérticos o de matorrales secos.

## Taxonomía
Cereus pachyrrhizus fue descrita por el botánico alemán Karl Moritz Schumann y publicada por primera vez en la revista ilustrada Gesamtbeschreibung der Kakteen 1: 33 en 1903.
Etimología
- Cereus: nombre genérico que deriva del término latíno cereus (que se traduce como 'vela' o 'cirio'), haciendo alusión a su forma alargada perfectamente recta.[4]
- pachyrrhizus: epíteto específico que deriva de las palabras griegas pachys (que significa 'grueso') y rhiza (que significa 'raíz'), haciendo referencia a las raíces gruesas e hinchadas de la especie.[5]

## Usos
Se cultiva principalmente como planta ornamental y su propagación se realiza a través de esquejes o semillas.